# (400123) 2006 UL88
(400123) 2006 UL88 es un asteroide perteneciente al cinturón de asteroides, descubierto el 17 de octubre de 2006 por el equipo del Spacewatch desde el Observatorio Nacional de Kitt Peak, Arizona, Estados Unidos.

## Designación y nombre
Designado provisionalmente como 2006 UL88.

## Características orbitales
2006 UL88 está situado a una distancia media del Sol de 2,675 ua, pudiendo alejarse hasta 3,109 ua y acercarse hasta 2,241 ua. Su excentricidad es 0,162 y la inclinación orbital 6,916 grados. Emplea 1598,54 días en completar una órbita alrededor del Sol.

## Características físicas
La magnitud absoluta de 2006 UL88 es 17,3.